# Arocatus rusticus
Arocatus rusticus ist eine Wanze aus der Familie der Bodenwanzen (Lygaeidae). 

## Merkmale
Die schlanken Wanzen werden 9–10 Millimeter lang. Die ausgewachsenen Wanzen sind orange-rot und mattschwarz gefärbt. Der dreiecksförmige Kopf, die Fühler und die Beine sind schwarz. Die seitlich am Kopf befindlichen Augen sind auffallend groß. Der vordere Teil des Halsschildes ist orange-rot. 
Der schwarze hintere Teil des Halsschildes weist einen orange-roten hinteren Rand auf. Das Schildchen (Scutellum) und die Membran sind schwarz. Die  Hemielytren weisen zwei orange-rote Bänder auf, die ein X bilden. Die dreiecksförmigen Flächen am äußeren Flügelrand sind schwarz.

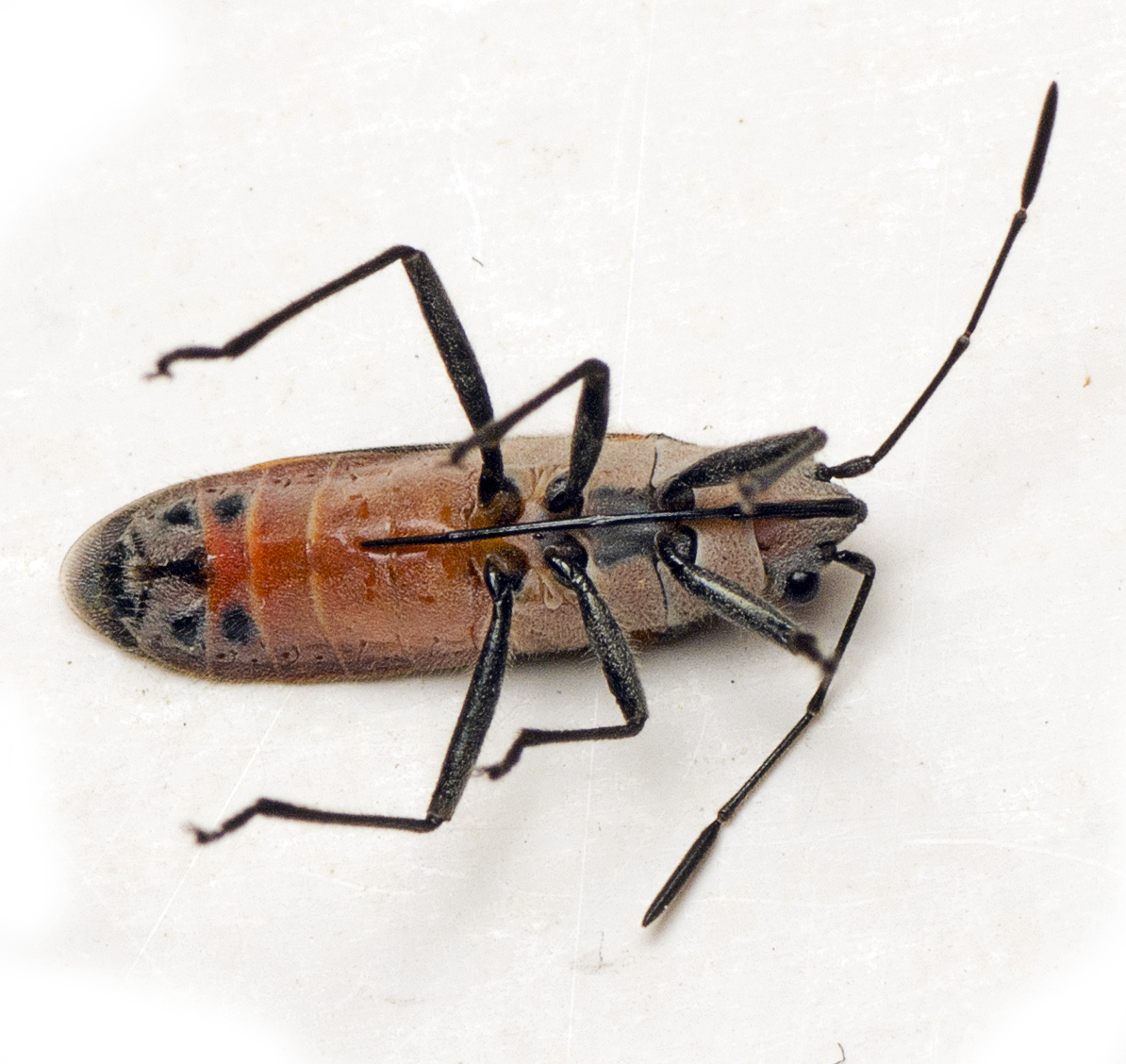
Arocatus rusticus Unterseite
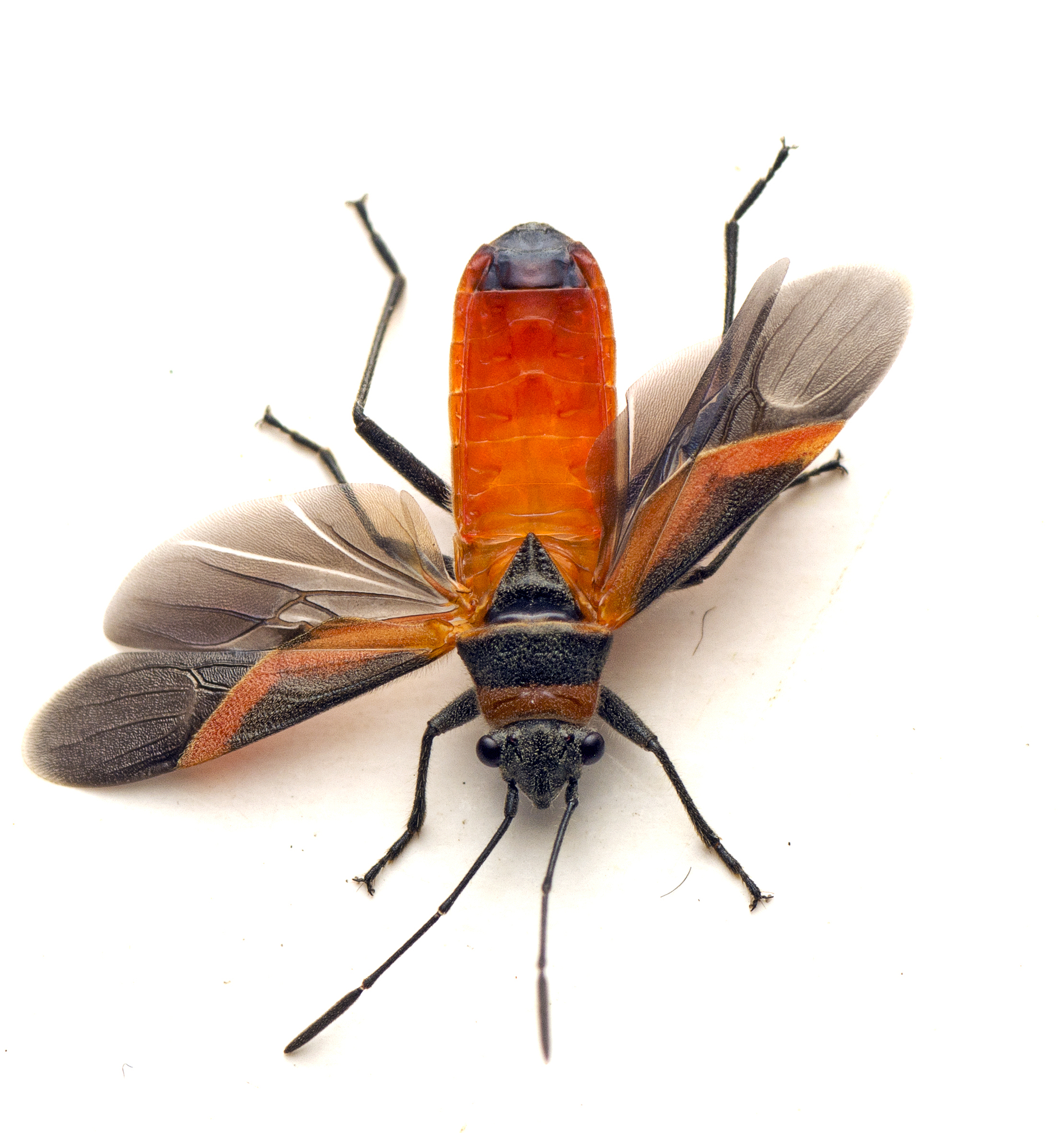
Arocatus rusticus kurz vor dem Abflug

## Verbreitung und Lebensraum
Die ursprünglich in Australien verbreitete Wanzenart kommt heute auch in Neuseeland vor. In Australien ist sie an der Ostküste (Queensland) vertreten, in Neuseeland reicht ihr Vorkommen im Süden bis in die Region Otago.

## Lebensweise
Die Wanzen findet man an verschiedenen Seidenpflanzen (Asclepias), insbesondere an Asclepias physocarpa (engl. Swan Plant). Die Wanzen werden deshalb im Englischen auch Swan Plant Bugs genannt. Weitere wichtige Futterpflanzen bilden Hundsgiftgewächse (Apocynaceae) der Gattungen Tweedia  und Parsonsia. Die Wanzen saugen an Samen, Stängeln und Blättern. Dabei nehmen sie Giftstoffe auf, die sie in ihren Körpern einlagen und dadurch für potentielle  Prädatoren ungenießbar sind. Die Rot-Schwarz-Färbung der Wanzen dient ebenfalls zum Schutz. Die Wanzenart überwintert als Imago.